# جام جهانی والیبال زنان
جام جهانی والیبال زنان رقابت بین‌المللی والیبال در رده زنان است. جام جهانی زنان در سال ۱۹۷۳ آغاز شد. جام جهانی والیبال بعد از مسابقات المپیک و قهرمانی جهان و لیگ ملتهای جهان از نظر اعتبار در رده چهارم قرار دارد. جام جهانی رویدادی برای صلاحیت و کسب سهمیه المپیک می‌باشد.

## تاریخچه جام جهانی زنان
در بخش زنان تاکنون تیم‌های ملی چین و کوبا جام جهانی را به نام خود کرده‌اند. شوروی در سال ۱۹۷۳ در اولین دوره به قهرمانی رسید. چهار سال بعد ژاپن، فینالیست دوره قبل، قهرمان شد. تیم چین با هدایت لانگ پینگ در هر دو دوره بعدی یعنی ۱۹۸۱ و ۱۹۸۵ با قدرت به قهرمانی رسید. پس از آن، سری موفقیت‌های کوبا شروع شد. از سال ۱۹۸۹ تا ۱۹۹۹ تیم ملی کوبا چهار بار متوالی قهرمانی را از آن خود کردند. در سال ۲۰۰۳ دوباره چین، و این بار با شیوه بازی‌ای کاملاً تهاجمی به قهرمانی رسیدند و بدین ترتیب سومین عنوان خود در جام جهانی را کسب کردند. در سال ۲۰۰۷ برای اولین بار ایتالیا که در یازده بازی تنها دو ست را واگذار کرده بود با قدرت جام را بالای سر برد و در سال ۲۰۱۱ نیز این مهم را تکرار کرد.

## نتایج
| سال         | میزبان  |                      | فینال           | فینال                 | فینال                 |                 | مسابقه سوم-چهارم      | مسابقه سوم-چهارم | مسابقه سوم-چهارم |  | تعداد تیم‌ها |
| سال         | میزبان  | قهرمان               | نتیجه           | نایب قهرمان           | سوم                   | نتیجه           | چهارم                 |                  |                  |  | تعداد تیم‌ها |
| ----------- | ------- | -------------------- | --------------- | --------------------- | --------------------- | --------------- | --------------------- | ---------------- | ---------------- |  | ----------- |
| ۱۹۷۳ جزئیات | اروگوئه | · اتحاد جماهیر شوروی | ۳–۰             | · ژاپن                | · کرهٔ جنوبی           | ۳–۰             | · پرو                 | ۱۰               |                  |  |             |
| ۱۹۷۷ جزئیات | ژاپن    | · ژاپن               | رقابت‌های دوره‌ای | · کوبا                | · کرهٔ جنوبی           | رقابت‌های دوره‌ای | · چین                 | ۸                |                  |  |             |
| ۱۹۸۱ جزئیات | ژاپن    | · چین                | رقابت‌های دوره‌ای | · ژاپن                | · اتحاد جماهیر شوروی  | رقابت‌های دوره‌ای | · ایالات متحده آمریکا | ۸                |                  |  |             |
| ۱۹۸۵ جزئیات | ژاپن    | · چین                | رقابت‌های دوره‌ای | · کوبا                | · اتحاد جماهیر شوروی  | رقابت‌های دوره‌ای | · ژاپن                | ۸                |                  |  |             |
| ۱۹۸۹ جزئیات | ژاپن    | · کوبا               | رقابت‌های دوره‌ای | · اتحاد جماهیر شوروی  | · چین                 | رقابت‌های دوره‌ای | · ژاپن                | ۸                |                  |  |             |
| ۱۹۹۱ جزئیات | ژاپن    | · کوبا               | رقابت‌های دوره‌ای | · چین                 | · اتحاد جماهیر شوروی  | رقابت‌های دوره‌ای | · ایالات متحده آمریکا | ۱۲               |                  |  |             |
| ۱۹۹۵ جزئیات | ژاپن    | · کوبا               | رقابت‌های دوره‌ای | · برزیل               | · چین                 | رقابت‌های دوره‌ای | · کرواسی              | ۱۲               |                  |  |             |
| ۱۹۹۹ جزئیات | ژاپن    | · کوبا               | رقابت‌های دوره‌ای | · روسیه               | · برزیل               | رقابت‌های دوره‌ای | · کرهٔ جنوبی           | ۱۲               |                  |  |             |
| ۲۰۰۳ جزئیات | ژاپن    | · چین                | رقابت‌های دوره‌ای | · برزیل               | · ایالات متحده آمریکا | رقابت‌های دوره‌ای | · ایتالیا             | ۱۲               |                  |  |             |
| ۲۰۰۷ جزئیات | ژاپن    | · ایتالیا            | رقابت‌های دوره‌ای | · برزیل               | · ایالات متحده آمریکا | رقابت‌های دوره‌ای | · کوبا                | ۱۲               |                  |  |             |
| ۲۰۱۱ جزئیات | ژاپن    | · ایتالیا            | رقابت‌های دوره‌ای | · ایالات متحده آمریکا | · چین                 | رقابت‌های دوره‌ای | · ژاپن                | ۱۲               |                  |  |             |
| ۲۰۱۵ جزئیات | ژاپن    | · چین                | رقابت‌های دوره‌ای | · صربستان             | · ایالات متحده آمریکا | رقابت‌های دوره‌ای | · روسیه               | ۱۲               |                  |  |             |
| ۲۰۱۹ جزئیات | ژاپن    | · چین                | رقابت‌های دوره‌ای | · ایالات متحده آمریکا | · روسیه               | رقابت‌های دوره‌ای | · برزیل               | ۱۲               |                  |  |             |
| ۲۰۲۱ جزئیات |         |                      |                 |                       |                       |                 |                       |                  |                  |  |             |

## جدول مدال‌ها
| رتبه  | کشور                | طلا | نقره | برنز | مجموع |
| ۱     | چین                 | ۵   | ۱    | ۳    | ۹     |
| ۲     | کوبا                | ۴   | ۲    | ۰    | ۶     |
| ۳     | ایتالیا             | ۲   | ۰    | ۰    | ۲     |
| ۴     | روسیه               | ۱   | ۲    | ۴    | ۷     |
| ۵     | ژاپن                | ۱   | ۲    | ۰    | ۳     |
| ۶     | برزیل               | ۰   | ۳    | ۱    | ۴     |
| ۷     | ایالات متحده آمریکا | ۰   | ۲    | ۳    | ۵     |
| ۹     | صربستان             | ۰   | ۱    | ۰    | ۱     |
| ۹     | کرهٔ جنوبی           | ۰   | ۰    | ۲    | ۲     |
| مجموع | مجموع               | ۱۳  | ۱۳   | ۱۳   | ۳۹    |